# Prozesspfleger
Als Prozesspfleger (lateinisch curator ad litem, historisch auch Prozessvormund) wird eine natürliche Person bezeichnet, die im Zivilprozess für eine prozessunfähige beklagte Partei, die keinen gesetzlichen Vertreter (Eltern, Vormund, Betreuer, Ergänzungspfleger, Geschäftsführer) hat, die Prozessführung übernimmt.
Der Prozesspfleger wird auf Antrag der Klagepartei vom Gericht bestellt (§ 57 ZPO). Es handelt sich um eine Maßnahme im Interesse der Klagepartei, damit die Geltendmachung von Rechten nicht an der mangelnden Vertretung des prozessunfähigen Beklagten scheitert.
Weitere Voraussetzung für die Bestellung eines Prozesspflegers ist nach § 57 Abs. 1 ZPO allerdings, dass für den Kläger Gefahr im Verzug ist, das heißt, dass ihm durch die Verzögerung des Prozesses unverhältnismäßig hoher Schaden drohen würde. Ist dies nicht der Fall, die Prozessführung also weniger eilig, so muss der Kläger einen anderen Weg beschreiten und im Verfahren der freiwilligen Gerichtsbarkeit bei juristischen Personen nach § 29 BGB die Notbestellung eines gesetzlichen Vertreters beantragen, bei natürlichen Personen nach § 1896 Abs. 1 Satz 1 BGB die Bestellung eines Betreuers von Amts wegen anregen.
Ein Prozesspfleger kann auch dann auf Antrag eines Klägers bestellt werden, wenn Rechte an einem herrenlosen Grundstück oder Schiff (§ 58 ZPO) im Wege der Klage geltend gemacht werden sollen, in diesem Fall auch ohne Vorliegen von Gefahr im Verzug.
Die Bestellung eines Prozesspflegers kann nicht selbständig angefochten werden.
Auf die genannten Bestimmungen wird auch in den anderen Prozessordnungen (Sozialgerichtsgesetz, Verwaltungsgerichtsordnung, Finanzgerichtsordnung, Arbeitsgerichtsgesetz) verwiesen.
Weitere Fälle der Bestellung eines Vertreters für ein Verfahren sind der Verfahrenspfleger im Verfahren der Freiwilligen Gerichtsbarkeit oder im Verwaltungsverfahren der besondere Vertreter im Verwaltungsverfahren.